# Conogethes
Conogethes és un gènere d'arnes de la família Crambidae.

## Taxonomia
- Conogethes clioalis (Walker, 1859)
- Conogethes diminutiva Warren, 1896
- Conogethes ersealis (Walker, 1859)
- Conogethes haemactalis Snellen, 1890
- Conogethes minimastis Meyrick, 1897
- Conogethes parvipunctalis Inoue & Yamanaka, 2006
- Conogethes pinicolalis Inoue & Yamanaka, 2006
- Conogethes pluto (Butler, 1887)
- Conogethes punctiferalis (Guenée, 1854)
- Conogethes semifascialis (Walker, 1866)
- Conogethes tharsalea (Meyrick, 1887)
- Conogethes umbrosa Meyrick, 1886

## Espècies antigues
- Conogethes evaxalis (Walker, 1859)